# Gabapentin
Gabapentín, pod zaščitenim imenom Neurontin in drugimi, je strukturni analog GABA z protiepileptičnim učinkom, vendar ni gabamimetik, zavira vgrajevanje napetostnih kalcijevih kanalčkov tipa P in Q v plazmalemo.
Uporablja se za zdravljenje parcialnih epileptičnih napadov. Ima tudi protibolečinski učinek pri diabetični nevropatiji, postherpetični nevropatiji in centralni nevropatski bolečini. Uporablja se tudi za zdravljenje vročinskih oblivov in sindroma nemirnih nog.
Pogosta neželena učinka gabapentina sta zaspanost in omotica. Med resne neželene učinke spadajo povečano tveganje za samomorilnost, nasilno vedenje in kožna reakcija z eozinofilijo in sistemskimi simptomi. Ni podatkov o varnosti uporabe zdravila med nosečnostjo in dojenjem. Pri bolnikih z ledvično okvaro je potrebno zmanjšanje odmerka.
Gabapentin so odobrili za klinično uporabo leta 1993.